# Pseudolasius carinatus
Pseudolasius carinatus é uma espécie de formiga do gênero Pseudolasius, pertencente à subfamília Formicinae.